# Кертис, Гарри
Га́рри Чарльз Ке́ртис (англ. Henry Charles Curtis; 1891, Холлоуэй, Большой Лондон — 30 января 1966, Саутенд-он-Си, Эссекс) — английский футболист, футбольный судья и футбольный тренер, наиболее известный по своей 23-летней работе на посту главного тренера клуба «Брентфорд». Дольше других руководил клубом и является самым успешным наставником «Брентфорда» на сегодняшний день.
В опросе, посвящённом 125-летию со дня основания Футбольной лиги в 2013 году, Кертис был признан величайшим главным тренером «Брентфорда» за всю историю клуба. В мае 2015 года он был посмертно включён в зал славы клуба.

## Карьера игрока и судьи
Первой должностью Кертиса в футболе стал пост секретаря команды «Шерналл Юнайтед», а позже он недолго выступал в качестве игрока за клубы «Ромфорд» и «Уолтемстоу Грейндж». После завершения карьеры Кертис стал судьёй и довольно быстро вошел в список арбитров Южной лиги. В 1918 году он получил право работать на матчах Футбольной лиги, а официально ушёл из судейства в 1923 году.

## Начало тренерской карьеры
Кертис начал свою тренерскую карьеру в качестве секретаря любительского клуба «Гноум Атлетик».
В мае 1923 года он возглавил коллектив Третьего южного дивизиона «Джиллингем». Кертис отправился на стадион «Пристфилд» посмотреть матч после того, как опоздал на поезд в город Суонси, где должен был судить матч одноимённой местной команды. Он поинтересовался вакантной на тот момент должностью тренера, и руководство клуба предложило ему занять её. Закончив с «Джиллингем» три сезона в середине турнирной таблицы, Кертис окончательно покинул клуб 30 марта 1926 года.

## Работа с «Брентфордом»

### Первые годы
После случайной встречи с директором «Брентфорда»,  клуба Третьего южного дивизиона, бывшим футбольным судьей Фрэнком Бартоном Кертис был назначен главным тренером в апреле 1926 года, подписав годовой контракт. Он привёл в клуб тренера Боба Кейна, с которым работал в «Джиллингеме». Официально Кертис вступил в должность в мае 1926 года, его дебютный сезон ознаменовался выходом в пятый раунд Кубка Англии. В сезоне 1929\30 команда Кертиса выиграла каждую из 21 домашних игры чемпионата в период с ноября 1929 по март 1930 года. Самая успешная эра в истории клуба началась в сезоне 1932/33, во многом благодаря подписанию Джека Холлидея, Эрнеста Муттита, Билли Скотта и Берта Уотсона из клуба Первого дивизиона «Мидлсбро». «Брентфорд» выиграл титул чемпиона Третьего Южного дивизиона в сезоне 1932/33, что стало первым трофеем в тренерской карьере Кертиса. «Брентфорд» под его руководством занял четвёртое место в первом для клуба сезоне во Втором дивизионе, прежде чем выиграть турнир в сезоне 1934/35. Это обеспечило «Брентфорду» выход, впервые в истории клуба, в высшую лигу английского футбола. В сезоне 1934/35 клуб выиграл второй трофей — Лондонский кубок вызова.

### В Первом дивизионе
Кертис и недавно назначенный помощник главного тренера Джимми Бэйн привели «Брентфорд» к пятому и двум подряд шестым местам в первых трёх сезонах клуба в Первом дивизионе. Посещаемость «Гриффин Парка» в среднем составляла 25 000 человек, а в сезоне 1937/38 «Брентфорд» в течение трёх месяцев единолично возглавлял турнирную таблицу Первого дивизиона и впервые вышел в шестой раунд Кубка Англии.
Длительный период успеха «Брентфорда» был закреплен управленческими способностями Кертиса и его проницательностью на трансферном рынке, благодаря чему в команду вошли шотландские футболисты Дэйв Маккалох, Бобби Рид и Дункан Маккензи, валлийские футболисты Идрис Хопкинс и Лес Боултер, а также англичане Билли Скотт и Лес Смит.
Начало Второй мировой войны и приостановка профессиональных футбольных турниров в 1939 году положили конец золотой эре «Брентфорда», однако при этом Кертис все равно завоевал ещё больше трофеев, выиграв Военный кубок Лондона в сезоне 1941\42 — единственный успех клуба на «Уэмбли».
Соревнования Футбольной лиги официально возобновились в 1946 году, и с составом, состоящим большей частью из ветеранов, «Брентфорд» вылетел во Второй дивизион в конце сезона 1946/47. В  феврале 1949 года Кертис ушёл в отставку.

## Дальнейшая карьера
Кертис завершил тренерскую карьеру в клубе Южной лиги «Тонбридж Эйнджелс», который возглавил в 1950 году.

## Почести
За долгую работу в «Брентфорде» Кертис был награждён грамотой в мае 1949 года. На сегодняшний день Кертис является самым продолжительным по времени нахождения в должности и успешным менеджером в истории «Брентфорда». В его честь назван лаундж на стадионе «Гриффин-Парк», а также одна из трибун на новом стадионе клуба.
В 2013 году Кертис был признан величайшим тренером «Брентфорда» в опросе, посвященном 125-летию со дня создания Футбольной лиги, а в мае 2015 года специалист был посмертно включен в Зал славы клуба.

## Личная жизнь и смерть
Гарри родился 22 января 1890 года в районе Холлоуэй, Лондон, и переехал в Уолтемстоу со своей матерью после того, как его родители развелись. Затем он посещал школу Мейнард-роуд в Уолтемстоу. В 1911 году недолго проработал клерком инженера. После женитьбы в 1915 году у него родилось двое сыновей. После завершения тренерской карьеры Кертис переехал в Саутенд-он-Си и работал менеджером по персоналу в одной из городских компаний. Позже работал журналистом. 30 января 1966 года 76-летний экс-тренер скончался.